# آزودانژ
آزودانژ (به فرانسوی: Azoudange) یک کمون در فرانسه است که در Canton of Réchicourt-le-Château واقع شده‌است.

## خصوصیات
آزودانژ ۱۵٫۷۳ کیلومترمربع مساحت و ۱۱۳ نفر جمعیت دارد و ۲۴۳ متر بالاتر از سطح دریا واقع شده‌است.